# Roulade (cuisine)
Pour les articles homonymes, voir Roulade.
Une roulade est une préparation culinaire enroulée sur elle-même ou enrobant une garniture.
On utilise plutôt le terme de paupiette lorsque le contenant est une tranche de viande.